# Vellaves
 (avril 2025).
Améliorez-le ou discutez des points à vérifier. 
Les Vellaves, en latin Vellavi ou Vellavii, sont un peuple de Gaule, dont le territoire se situait au sud-est du Massif central, correspondant à la province du Velay, à laquelle ils ont donné leur nom, dans l'actuel département français de la Haute-Loire. Leur capitale est à l'époque romaine Ruessio (Saint-Paulien), puis Anicium (Le Puy) à partir du haut Moyen Âge.
En 52 avant notre ère, ils ont été parmi les premiers Gaulois à se rallier à l'Arverne Vercingétorix en vue d'un soulèvement général des Gaulois contre la conquête menée par Jules César, proconsul de Gaule narbonnaise, depuis 58 avant notre ère, soulèvement qui va aboutir à la défaite d'Alésia.

## Étymologie
Selon Xavier Delamarre, leur nom viendrait soit d'un terme (reconstruit) *uelna-mon qui signifierait « montagnards », au figuré « ceux qui dominent », « dominateurs », « orgueilleux ».
Selon John Koch et Jacques Lacroix, il viendrait d'une terme (aussi reconstruit) *wer-lo,, qui signifierait « les meilleurs ».
Peut-être sont-ils apparentés aux Catuvellauni (Catu-vellauni : « les Chefs-de-bataille »).
Dans la Guerre des Gaules, César les qualifie de « batailleurs ».

## Traces laissées par les Vellaves
On retrouve des traces de ce peuple :
- principalement dans l'ancienne province du Velay, notamment le nom même de cette province ;
- en Bourgogne, dans la vallée de la Saône[réf. nécessaire],
- dans l'Orléanais (oppidum de Vellaunodunum, ensuite appelé Fanum[8] Martis (Montargis[Information douteuse]);
- chez les Celto-Ligures des Alpes : Briançonnet (06), Saint-Vallier (06) et l'Esteron[9]. Ils sont un des peuples mentionnés sur le trophée des Alpes[pourquoi ?] (VELAVNI).
- en Slovaquie[réf. nécessaire].

## Galerie

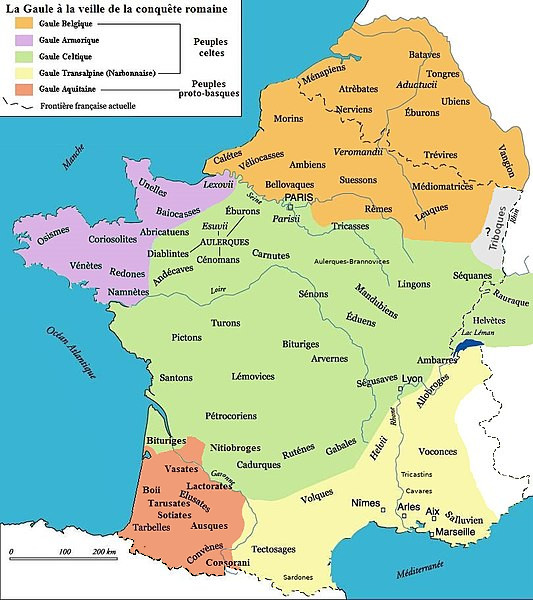
Carte des peuples gaulois
Vercingétorix jette ses armes aux pieds de César. Tableau de Lionel Royer (1899), Défaite de l'union des peuples Gaulois face à l'empire Romain

## Hypothèses sur leur passé protohistorique
Les Vellaves n'ont laissé aucune trace écrite, de sorte qu'il est difficile de connaître l'histoire de ce peuple. On ne peut qu'émettre des hypothèses sur leur lointain passé (par exemple, certains les rapprochent des Ligures) et ces hypothèses sont l'objet de controverses.
Les Vellaves sont sans doute formés de l'intégration de gens d'origines variées (populations pré-indoeurpéennes, populations indo-européennes, notamment celtes et germains…)[réf. nécessaire].
Avant et pendant l'Antiquité, le terme vellave ou vellaune recouvre cependant une large zone géographique :
« Si nous remontons jusqu'à l'époque ligure, les Vellaunes sont alors une des peuplades primitives de la Gaule ; ils occupent encore, à l'époque du géographe grec Ptolémée, le territoire limité au nord par le Forez et le Lyonnais, à l'est par l'Helvie, au sud par le Languedoc et la région d'Auch, englobant ainsi les pagi des Cadurques, des Rutènes et des Gabales. À l'ouest, ils se confondent avec les Arvernes… Strabon parle des Vellaunes, qui à l'origine ne formait qu'un seul peuple avec les Arvernes : 'Velauni, qui olim Arvernis adscibebantur'. Entre le Lyonnais, qui faisait alors partie du peuple ségusiave, et l'Hélvie, qui suivait la fortune des Allobroges, les Vellaunes peuplaient encore la région d'Argental, le Valentinois, le Royans, le Vercors, l'Oisans, la Tarentaise. Une de ces peuplades des Alpes a également gardé le nom de Vellauni>. »
L'origine ligure des Vellaunes et leur extension territoriale sont encore attestées par « la persistance des noms ligures dans le pays : ‘la toponymie des noms de lieu, écrit Gimon, tend de plus en plus à prouver que la plupart de nos localités, sources, rivières et montagnes portent des noms à radicaux ligures… .' » « La région où les radicaux ligures sont particulièrement abondants s'étend des Alpes-Maritimes et du Var (pays des Vellaunes) jusqu'aux Hautes-Alpes, à la Drôme, au Velay, au Languedoc… »
Déchelette et Gimon insiste sur les différences culturelles de ces régions ligures par rapport à celles du reste de la Gaule : « le mode de sépulture n'est pas le même, l'industrie diffère totalement, l'art se rapproche de l'art italien ou sicilien et se différencie nettement de l'art celte. »
Les arverno-vellaunes seraient donc un groupe ligure différencié des sicules (siciliens et apuliens) et des elésyques (Provence et Languedoc), et eux-mêmes « subdivisés en arvernes, vellaves, rutènes, gabales, cadurques, valentinois ».
« Si les Arvernes, Rutènes, Gabales, Cadurques, Vellaves et Séguso-Vellaves, et les Vélaunes alpins firent partie à l'époque ligure du même peuple arverno-vellaunes, il y avait longtemps, lorsque César envahit la Gaule, que chacun de ces peuples formait un pagus bien distinct »  quoique liés devant le danger en une « Confédération arverne ».

## Histoire

### La conquête de la Narbonnaise par Rome et ses suites
En -125, Rome intervient militairement dans la région en venant au secours de Marseille contre les Salyens, alliés des Allobroges, eux-mêmes alliés des Arvernes. Cette intervention provoque l'entrée en guerre des Arvernes. En 122, le consul Gnaeus Domitius Ahenobarbus prend la direction de la guerre, devient proconsul en 121, et assisté par le consul Quintus Fabius Maximus, réussit à vaincre le roi arverne Bituit et les Allobroges lors de la bataille du confluent (Fabius reçoit le titre d'« Allobrogicus », « vainqueur des Allobroges ».
Les Romains peuvent alors mettre en place, de fait puis de droit, une nouvelle province, la Narbonnaise, qui s'étend des Pyrénées (Cerbère) au lac Léman. La confédération des Arvernes est réduite aux Cadurques, Ruthènes, Gabales et Vellaves ».
César écrit : Velauni qui sub imperio Arvernorum esse consueverant (« les Vellaves qui s'étaient habitués à être sous la domination des Arvernes »)[pas clair].

### La guerre des Gaules de Jules César (58-52)
Au plus fort de l'hiver 52, César et ses troupes traversent les Cévennes depuis la vallée du Rhône, guidés par certains Helviens romanisés. On ne connaît pas, et on ne connaîtra sans doute jamais, son itinéraire avec précision, mais il est très probable qu'il soit passé par le pays des Vellaves, peut-être par le camp d'Antoune qui pourrait avoir joué un rôle stratégique de premier ordre. Quoi qu'il en soit, César a laissé dans ses Commentaires une description saisissante de cet épisode, qui constitue la première mention écrite du pays des Vellaves.
En 52 avant notre ère, ils sont les premiers[réf. nécessaire] Gaulois à se rallier à l'Arverne Vercingétorix en vue d'un soulèvement général des Gaulois contre la conquête menée par Jules César, proconsul de Gaule narbonnaise, depuis 58, soulèvement qui va aboutir à la défaite d'Alésia.

### La cité des Vellaves dans l'empire romain
La cité fait désormais partie de la province de Gaule, dont le chef-lieu est à partir de -43 Lyon (Lugdunum), ville fondée à cette date comme colonie de droit romain. La Narbonnaise, déjà assez romanisée, reste une province à part.
Sous le règne de l'empereur Auguste (-26/14), la Gaule est divisée en trois provinces : Lyonnaise (Lyon), Aquitaine (Saintes, puis Bordeaux), Belgique (Reims). Les Vellaves font partie de la province d'Aquitaine, mais sont à la limite de la Lyonnaise.
Il n'y a pas de magistrats romains dans la cité. Celle-ci est dirigée par les notables locaux, les décurions. « La population … [est] presque entièrement ligure ou gauloise, l'élément romain y étant resté insignifiant ».

### Période du Bas-Empire
En 212, les hommes libres de l'empire deviennent citoyens romains (édit de Caracalla).
Vers 300, l'empereur Dioclétien procède à une grande réforme de l'empire, le système de la Tétrarchie. Les Vellaves font désormais partie de la province d'Aquitaine première, dans le diocèse (civil) de Vienne et la préfecture du prétoire des Gaules (chef-lieu : Trèves).
- Installation du christianisme ; début de la succession des évêques à partir de 365 (saint Vosy) ; le siège épiscopal, comme dans toutes les cités, est au chef-lieu. Ruessio (Saint-Paulien) reste ville épiscopale jusqu'au transfert du siège à Anicium (Le Puy) au début du Moyen Âge.

### Effets des invasions germaniques
Les derniers siècles de l'empire sont marqués par des invasions, notamment germaniques. Mais elles touchent peu la cité des Vellaves : « Quant à l'apport barbare (des grandes invasions), francs, burgondes, alamans, on peut le considérer comme à peu près nul en Velay (Grégoire de Tours et Fustel, II, 455) ».
Les Vandales font une seconde irruption en Velay en 406, commandés par leur roi Crocus, et « renforcés de Suèves, d'Alains et de Burgondes. Une bande de ces derniers resta, semble-t-il, dans le pays. Elle a laissé son nom à Vergongeon, qui est nommé en 1220 villa de Burgondione et que nos paysans appellent encore en patois Bourgoundzu ; elle l'a laissé également à Vergonges, Vergongeac » et à quelques familles tel « Raymond Burgondion, sergent d'armes du Puy en 1373 (Monicat, les grandes compagnies en Velay, p132) ou Jean et Jacques Bourgonhon en 1562 (Terrier de Saint Didier) ».

### Après la fin de l'empire d'Occident: l'époque des rois francs
En 532, les fils de Clovis envahissent l'Auvergne et le Velay. Bien que « l'invasion franque, qui dans le Nord eut une influence plus profonde, n'en eut aucune dans nos régions, ainsi que le constate Jullian, citant Grégoire de Tours et ses contemporains », cependant « ils séjournèrent quelque temps en Velay et en Brivadois » et y laissent quelques prénoms francs qui « sont devenus, plus tard, noms de famille (Adalbert, Adalard et surtout Baldo). L'étude de l'origine des noms de lieu vellaves permet même de se demander si les francs saliens, en se fixant sur notre sol, n'amenèrent pas avec eux d'autres barbares. Nous trouvons en effet, près d'Yssingeaux, un bourg d'Amavis, dont le nom nous vient des Chamaves, peuple franc différent des saliens. »
En 613, Clotaire II reconstitue le royaume franc de Clovis que se partageaient son père et ses oncles. Puis il cède à l'un de ses fils cadets, Caribert II, l'Aquitaine, vite étendue pour recouvrir le Toulousain, l'Angoumois, le Périgord, le Quercy, le Rouergue, le Gévaudan, l'Auvergne et le Velay.
Eudes, petit-fils de Caribert II d'après la charte d'Alaon (un faux du XVIIe siècle) et duc d'Aquitaine selon la branche aînée des mérovingiens mais roi d'Aquitaine pour son peuple, Hunold fils d'Eude, Waïfre fils d'Hunold, ne cessent, grâce à la fidélité des populations de leur province, de défendre l'Aquitaine contre la double poussée des Wisigoths puis des Sarrasins au Sud, et au Nord des mérovingiens, bientôt remplacée dans leur désir d'expansion par la nouvelle dynastie régnante, les carolingiens.
Est-ce à la suite de l'alliance des Vascons et des Aquitains dans leur combat contre les Wisigoths et les carolingiens ? ou par les conquêtes de leur roi Yon ? ou par simple commerce que des Vascons s'établirent en Velay ? Toujours est-il qu'ils « laissèrent quelques noms de familles (Bayon et Touron, que l'on retrouve à la fois au Pays Basque et à Saint Didier-la-Séauve et Monistrol, Charre à Saint-Clément et Borrée, Charret à Saint-Pal-de-Chalencon) et de plus rares noms de terroir (Garay)  ».

## Le chef-lieu de la cité des Vellaves:Ruessio
Avant qu'elle ne soit transférée au Puy-en-Velay, qui constitue de tous temps la ville autour de laquelle s'articule le pays vellave, la capitale des Vellaves est Ruessio ou Revessio (signifiant « bien située » ou « très froide » selon les sources[Lesquelles ?] ; Saint-Paulien). Ruessio est mentionnée dans la Géographie de Ptolémée et sur la table de Peutinger (Revessione), appelée Ruessium, Civitas Vellavorum puis Civitas Vetula (Vieille Cité) par les Romains.[réf. nécessaire] La veuve de l'empereur romain Dèce (+ 251), Étruscille, s'est peut-être établie à Ruessium.[réf. nécessaire] 

La ville prend le nom de Saint-Paulien au début du VIe siècle en l'honneur de Paulianus (fêté le 14 février), dernier évêque de la cité (IVe siècle).[réf. nécessaire] 

Puis l'évêché est transféré au Puy-en-Velay (Anicium ou Podium Aniciense, qui prend à son tour le nom de Civitas Vellavorum). Le premier évêque, envoyé par l'évêque de Clermont, est saint Evodius ou Evode ou Vosy ou Vouzy (d'une famille consulaire d'Auvergne), qui assiste au concile de Valence en 374 ; en 1711 on découvre un reliquaire d'époque carolingienne sur lequel était écrit : « Hic requiescit corpus sancti Euodii primi ecclesiae Aniciensis praesulis ».[réf. nécessaire]
La commune est nommée Vélaune de pluviôse an II à germinal an III, c'est-à-dire de janvier 1794 à mars 1795 (Roger Maurin).[réf. nécessaire]

## Noms de formation comparable
Un pays de Bretagne le Goëlo* (notamment la commune de Lanvollon) est le territoire (« Vellavensis pagus ») de la tribu des Vellavii, qui fait partie de la confédération des Osismiens.
Un Mercure gallo-romain, vénéré dans l'Isère, a pour nom Vellaunus.